# Artur César Ferreira Reis
Arthur Cézar Ferreira Reis (Manaus, 8 de janeiro de 1906 — Rio de Janeiro, 7 de fevereiro de 1993) foi um político e historiador brasileiro. Autor de diversas obras, governou o estado do Amazonas de 29 de junho de 1964 (apontado pelo presidente Humberto Castelo Branco para substituir o governador anterior) a 31 de janeiro de 1967.
Filho do jornalista Vicente Torres da Silva Reis e de Emília Ferreira Reis, estudou nos mais prestigiados grupos escolares locais como o Grupo Escolar Saldanha Marinho, Marechal Hermes e o Ginásio Amazonense D. Pedro II. Concluiu o curso de Direito no Rio de Janeiro em 1927 e volta a Manaus, começando no ano seguinte o magistério no Colégio Dom Bosco como professor de História do Brasil e posteriormente, em 1930, de História Universal na Escola Normal.
Quando retornou a Manaus em 1928 também começou a colaborar como jornalista para o Jornal do Comércio. Em 1930, torna-se chefe de gabinete da Junta Revolucionária no estado, contando com o apoio dos estudantes. Cinco anos mais tarde seria indicado para ser diretor da Instrução Pública.
Em 1931, publicaria o antológico livro História do Amazonas e desde então nunca mais parou de publicar livros que versassem sobre a história local.
Direcionou seus estudos e conhecimentos a serviço de uma causa: a Amazônia. Foi membro do IHGB (Instituto Histórico e Geográfico Brasileiro), do IGHA (Instituto Geográfico e Histórico do Amazonas) e da AAL (Academia Amazonense de Letras). Desempenhou várias funções públicas no país. Dentre elas, foi superintendente do Plano de Valorização Econômica da Amazonia (atual SUDAM), diretor do Instituto Nacional de Pesquisas da Amazônia (INPA/CNPq), e delegado do Brasil em várias conferências de âmbito internacional. Lecionou na EBAP (Escola de Administração Pública) da FGV (Fundação Getúlio Vargas) - RJ e do mestrado em História da UFF (Universidade Federal Fluminense), em Niterói.
Em Manaus existe a Biblioteca Arthur Cézar Ferreira Reis. "Implantada em 2001, reúne as obras que compunham a biblioteca do professor e amazonólogo. (...) Mais de 21 mil títulos estão disponíveis em dois suportes técnicos: coleção de livros e coleção de periódicos. Abriga a exposição permanente 'Manaus Antiga e Manaus Moderna', composta por quase 180 peças" .
Em Manaus, sua cidade natal, no bairro de São Jorge, está localizada a Rua Artur Reis, no Bairro Santo Antônio [ligação inativa], e também o Conjunto Artur Reis no bairro Parque Dez de Novembro.

## Obras
- (1931) História do Amazonas. Manaus.
- (1932) A explosão cívica de 1832.
- (1934) Manaus e outras Vilas. Manaus.
- (1937) A questão do Acre.
- (1939) A Política de Portugal no Vale Amazônico. Belém.
- (1940) Lobo D´Almada, um Estadista Colonial. Manaus.
- (1940) Paulista na Amazônia e outros Ensaios. Rio de Janeiro.
- (1940) A Política de Portugal no Vale Amazônico. Belém: Oficina Gráfica da Revista Novidade.
- (1941) " D. Romualdo de Souza Coelho." Belém.
- (1941) "Síntese da História do Pará." Belém.
- (1942) "A Conquista Espiritual da Amazônia". São Paulo.
- (1944) "O Processo Histórico da Economia Amazonense." Rio de Janeiro.
- (1945) "História de Óbidos". Rio de Janeiro.
- (1948) "Estadistas Portugueses na Amazônia." Rio de Janeiro.
- (1948) "História da Imigração e Colonização do Continente Americano." Rio de Janeiro.
- (1949) Território do Amapá - Perfil Histórico. Rio de Janeiro: Imprensa Nacional, 184 p. il.
- (1949) "Monte Alegre: Aspectos da sua formação histórica" Belém.
- (1953) "O Seringal e o Seringueiro: Tentativa de Interpretação". Rio de Janeiro.
- (1953) "O Ensino da História do Brasil". México (parceria).
- (1953) "A Viagem Filosófica e as Expedições Científicas na Ibero - América no século XVIII." Rio de Janeiro.
- (1954) "Experiências do Planejamento Regional no Brasil." Rio de Janeiro: SPVEA.
- (1957) "A Amazônia que os Portugueses Revelaram ao Mundo." Rio de Janeiro.
- (1957) "A Questão do Acre." Manaus.
- (1957) "A Amazônia vista pelo Dr. Alexandre Rodrigues Ferreira." Lisboa.
- (1957) "O Índio da Amazônia." Manaus.
- (1959) A Expansão Portuguesa na Amazônia nos séculos XVII e XVII. Rio de Janeiro: SPVEA.
- (1959) "Experiências do Planejamento Regional no Brasil (2 ed.)." Rio de Janeiro: SPVEA.
- (1960) "A Amazônia e a Cobiça Internacional." Rio de Janeiro.
- (1961) "O Domínio luso-brasileiro da Guiana Francesa." São Paulo.
- (1965) Súmula de história do Amazonas. Manaus.
- (1965) A Amazônia e a Cobiça Internacional (2 ed). Rio de Janeiro.
- (1966) Aspectos da experiência portuguesa na Amazônia. Manaus: Edições Governo do Estado do Amazonas, 324 p.
- (1966) A Amazônia e a Integridade do Brasil. Manaus.
- 1966 - Roteiro Histórico das Fortificações no Amazonas. Manaus: Governo do Estado do Amazonas; Secretaria de Imprensa e Divulgação, 1966. 55p.
- (1973) Síntese da História do Pará (2 ed.). Belém.
- (1978) Aspectos da Formação Brasileira. Rio de Janeiro.
- (1979) História de Óbidos (2ª ed.). Rio de Janeiro: Civilização Brasileira; Brasília: INL; Belém: Governo do Estado do Pará, 146 p.
- (1983) Aspectos da Formação Brasileira (2 ed.). Rio de Janeiro.
- (1983) Temas Amazônicos. Manaus.
- (1984) Um Mundo em Mudança. São Paulo.
- (1999) "Manaus e outras Vilas (2 ed.)." Manaus.